# Panenská skála (Údolí samoty)

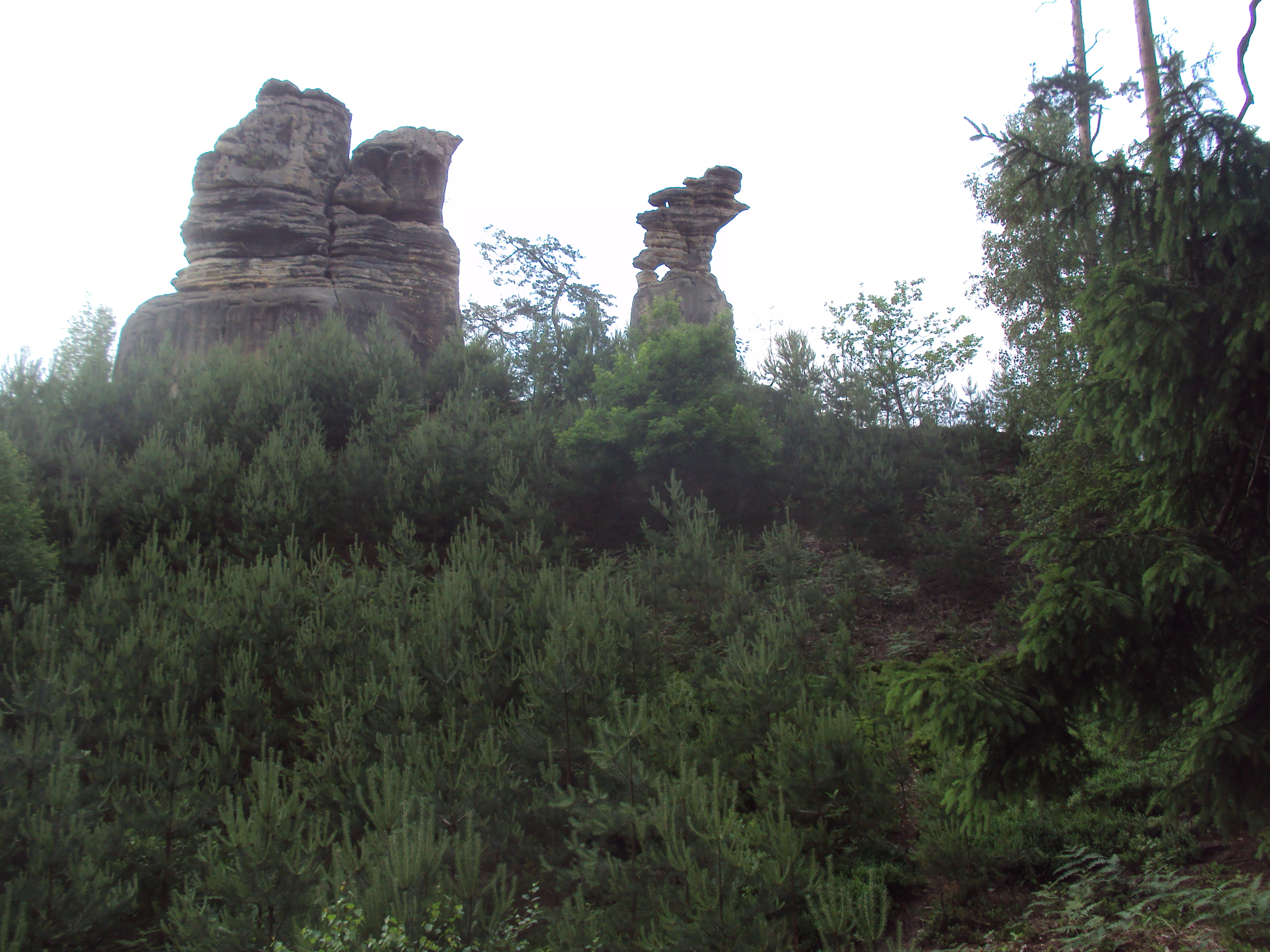
Skalní věže Čertova skála a Panenská skála (vpravo)

Panenská skála je pískovcová skalní věž, který nachází společně s Čertovou skálou v Údolí samoty mezi obcí Radvanec a městem Cvikovem v okrese Česká Lípa.

## Popis
Panenská skála a Čertova skála jsou skalní útvary v Údolí samoty ve Cvikovské pahorkatině v předhůří Lužických hor. Na jižním konci Údolí samoty se nachází malé návrší, na jehož vrcholu se tyčí dvě pískovcové skalní věže, zhruba třicet metrů vysoká Čertova skála a vedle ní Panenská skála, v jejíž horní části je malé skalní okno. Obě skály využívají horolezci, v jejichž slangu se Čertově skále někdy přezdívá Škuner a menší Panenské skále Pirát.
U cesty pod pískovcovými věžemi je do skalní stěny vytesaný reléf s vyobrazením bičovaného Krista, stojícího u kamenného sloupu. Nad nikou s Kristem jsou dva malé obrázky, zpodobňující Pannu Marii a sv. Huberta s jelenem.

## Pověst
Existuje legenda o rytíři, který pronásledoval dívku, která skočila do (později zaniklého) jezera pod skalami, aby se zachránila.

## Sluneční jev

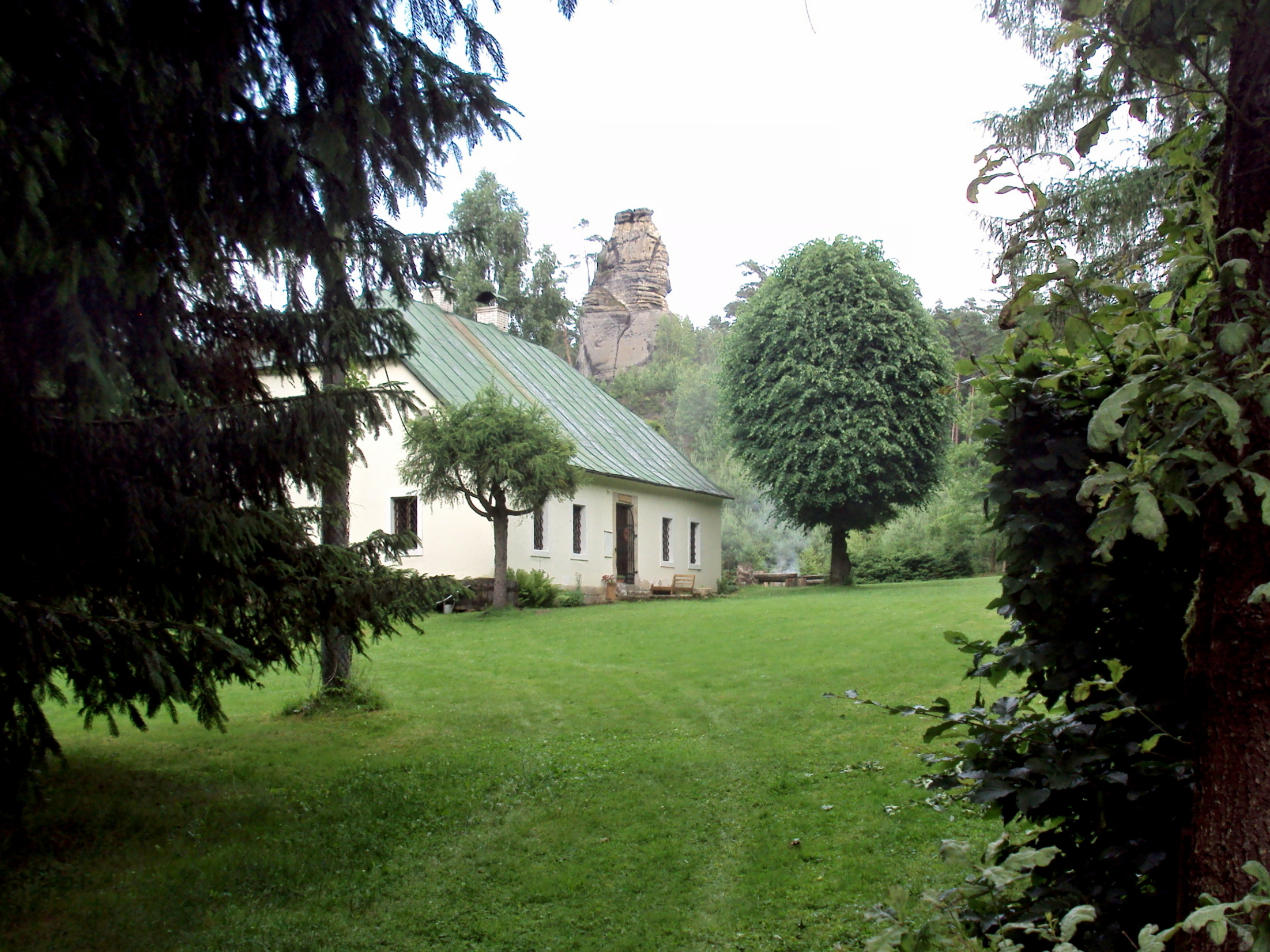
Hájenka v Údolí samoty, v pozadí Panenská skála

Astronomická měření archeoastronomické skupiny z hvězdárny Bruna H. Bürgela v Sohlandu an der Spree v roce 2011 ukázala, že kamenný útvar se výborně hodí pro kalendářní pozorování Slunce. V důsledku toho bylo zpochybněno, že se jedná o čistě přírodní dílo. Zjištěné schéma kalendářního pozorování Slunce odpovídá schématu jiných skalních útvarů v Horní Lužici a v České republice, jako jsou například Čertův kámen (Vrkoslavice), rovněž spojené s čertovskou legendou a údajnými „čertovskými sedátky“, a Teufelsstein z Pließkowitz, kde se rovněž nachází údajné „čertovo sedátko“.[zdroj?]